# 1 Dywizjon Rakiet Taktycznych
1 Dywizjon Rakiet Taktycznych – samodzielny pododdział wojsk rakietowych i artylerii ludowego Wojska Polskiego.

## Formowanie i zmiany organizacyjne
Jeszcze wiosną 1963 uruchomiono proces formowania dywizjonów rakiet taktycznych, które postanowiono włączyć w skład dywizji ogólnowojskowych.
Zarządzeniem szefa SG WP nr 0088/Org. z 15 lipca 1964 na etacie 4/243 sformowano z terminem do 1 grudnia 1965, z dotychczasowego dywizjonu artylerii rakietowej, 1 dywizjon artylerii
z przeznaczeniem dla 8 Drezdeńskiej Dywizji Zmechanizowanej. 
w 1969 jednostka wyposażona została w trzy zestawy 9K52 z wyrzutniami 9P113, a jej stary sprzęt posłużył do  doposażenia w jedną wyrzutnię innych dywizjonów.
Dywizjon stacjonował w Trzebiatowie. Jednostka posiadała etat nr 30/004 i uzbrojona była w trzy wyrzutnie 9P113.
Zarządzeniem szefa SG WP nr 042/ Org. z 18 listopada 1982 przeformowano dywizjon z etatu 30/004 na 30/202 dodając na uzbrojenie czwartą wyrzutnię 9P113.
Pod koniec 1988 1 dywizjon rakiet taktyczny posiadał etat nr 30/202, a jego podstawowe wyposażenie stanowiły cztery wyrzutnie 9P113.

## Struktura organizacyjna
dowództwo i sztab
- bateria dowodzenia
- 2 baterie startowe
  - dwa plutony startowe
- pluton obsługi technicznej i elaboracji
- pluton remontowy
- pluton zaopatrzenia
- pluton medyczny

Razem w drt:
- 4 wyrzutnie rakiet taktycznych 9K-52